# Karrösten
Karrösten település Ausztria tartományának, Tirolnak a Imsti járásában található. Területe 7,91 km², lakosainak száma 691 fő, népsűrűsége pedig 87 fő/km² (2014. január 1-jén). A település 918 méteres tengerszint feletti magasságban helyezkedik el.
A település részei: 
- Karrösten
- Brennbichl
- Königskapelle

## Fordítás
- Ez a szócikk részben vagy egészben  a   Karrösten című angol Wikipédia-szócikk ezen változatának fordításán alapul.  Az eredeti cikk szerkesztőit annak laptörténete sorolja fel. Ez a jelzés csupán a megfogalmazás eredetét és a szerzői jogokat jelzi, nem szolgál a cikkben szereplő információk forrásmegjelöléseként.